# Parvoscincus tagapayo
Parvoscincus tagapayo là một loài thằn lằn trong họ Scincidae. Loài này được Brown, Ferner & Alcala miêu tả khoa học đầu tiên năm 1999.